# Ioujnaïa (métro de Moscou)
Ioujnaïa (en russe : Ю́жная et en anglais : Yuzhnaya) est une station de la ligne Serpoukhovsko-Timiriazevskaïa (ligne 9 grise) du métro de Moscou, située sur le territoire du raïon Tchertanovo Severnoïe dans le district administratif sud de Moscou.

## Situation sur le réseau
Établie en souterrain, à 10 mètres sous le niveau du sol, la station Ioujnaïa est située au point 177+38 de la ligne Serpoukhovsko-Timiriazevskaïa (ligne 9 grise), entre les stations Tchertanovskaïa (en direction de Altoufievo) et Prajskaïa (en direction de Boulvar Dmitria Donskogo).
En direction de Prajskaïa, elle dispose d'une liaison entre les tunnels avec deux voies de service en impasse au centre.